# Саутерн Кингз
«Саутерн Кингз» (англ. Southern Kings —  «короли Юга») — южноафриканский регбийный клуб, выступающий в Про14. с 2013 года Формальное создание команды состоялось 16 июня 2009 года на открытии арены «Нельсон Мандела Бэй» в городе Порт-Элизабет. До 2017 года коллектив выступал в сильнейшем турнире Южного полушария Супер Регби, однако в августе 2017 года «Кингз» и другая южноафриканская команда «Читаз» присоединились к европейскому турниру Про12.
Коллектив представляет Восточно-Капскую провинцию и части Западно-Капской провинции ЮАР. В состав «Кингз» приглашаются игроки из трёх региональных союзов: «Истерн Провинс Кингз» (Порт-Элизабет), «Бордер Буллдогз» (Ист-Лондон) и «СУД Иглз» (Джордж).

## История

### Создание и первые годы
Проект «Саутерн Кингз» создан для вовлечения Восточно-Капской провинциюи ЮАР в систему Супер Регби. До этого, в 2005 г., была создана команда «Саутерн Спирс», перед руководством которой стояли аналогичные цели. Предполагалось, что «Спирс» стартуют в Супер 14 с 2007 г., однако этому помешали разногласия внутри регбийной элиты страны. В апреле 2006 г. заявка «Спирс» была отклонена: возникли сомнения в финансовой и спортивной конкурентоспособности клуба. Вскоре коллектив прекратил существование.
В январе 2009 г. Регбийный союз ЮАР объявил об образовании новой организации, которая будет представлять упомянутую провинцию. Создание команды, как и её первый матч (против «Британских и ирландских львов», закончившийся поражением 8:20), было запланировано на июнь. Присоединение к главному клубному турниру Южного полушария являлось приоритетной целью, однако дата завершения этого процесса оставалась неизвестной. Глава провинции, Чики Уотсон, заявил: «В провинции имеет место отчаянный голод по регби высокого уровня, и это — первый шаг к его утолению». О создании команды было официально объявлено в апреле 2009 года.
Менеджеры команды подали заявку о присоединении к созданной Австралийской конференции чемпионата с 2011 г. На место претендовали команды из всех трёх стран-участниц, но 12 ноября 2009 года администрация турнира отклонила заявку Южноафриканского регбийного союза, предоставив пятнадцатое место в лиге австралийскому «Мельбурн Ребелс».
11 ноября 2010 г. национальный союз подтвердил, что регбисты получат игровую практику в 2011 г. Клуб провёл три игры против других южноафриканских коллективов Супер Регби и один матч против команды «Премьер XV», составленной в основном из регбистов ЮАР, выступающих за рубежом. «Саутерн Кингз» также приняли участие в Кубке наций World Rugby—2011 под именем «Саут Эфрикан Кингз», став победителями этого состязания.
27 января 2012 г. Регбийный союз ЮАР подтвердил участие «Кингз» в сезоне Супер Регби 2013 г. При этом вопрос о том, где команда будет располагаться, оставался открытым 16 августа 2012 г. стало известно, что «короли» займут в чемпионате место «Лайонз», показавший в сезоне худший результат среди пяти южноафриканских франшиз. Кроме того, было принято решение о ежегодной ротации южноафриканских команд: франшиза, выступившая занявшая последнее место в южноафриканской конференции, играла два матча (дома и в гостях) против команды, не участвовавшей в чемпионате.

### Супер Регби 2013
«Саутерн Кингз» дебютировали в Супер Регби 23 февраля 2013 года в домашнем матче против «Уэстерн Форс», закончившемся победой хозяев со счётом 22:10. Счёт очкам «королей» открыл Сергил Петерсен, занёсший две попытки. После этой важной для клуба победы, команда не сумела одержать победу на протяжении следующих пяти матчей (4 поражения и ничья). Всего же за сезон было одержано три победы при одной ничье и двенадцати поражениях. Регулярный чемпионат «Саутерн Кингз» закончили на последнем месте как в конференции так и в общей таблице и были вынуждены играть в плей-офф с «Лайонз» за право остаться в Супер Регби.
В первом матче плей-офф сильнее оказались «львы», победившие со счётом 26:19. Во втором матче со счётом 23:19 победу одержали «короли», но этого не хватило для сохранения места в Супер Регби: с общим счётом 44:42 право на участие в следующем сезоне получили «Лайонз».

### 2014—15: пропуск Супер Регби
После окончания сезона клуб покинуло несколько игроков и членов тренерского штаба: менеджер клуба Алан Соломонс ушел в шотландский «Эдинбург», а главный тренер Мэтт Секстон принял решение вернуться в Новую Зеландию. 4 сентября 2013 года глава SANZAR Грэг Питерс подтвердил, что в 2016 году, после заключения нового телеконтракта, ЮАР получит шестую франшизу. Об этом вновь заговорили в 2014 году, когда было объявлено о расширении Супер Регби до 18 команд и получении франшиз Аргентиной и Японией.
«Саутерн Кингз» пропустили Супер Регби 2014 из-за проигрыша «Лайонз» в плей-офф, а также согласились пропустить и сезон 2015 года в обмен на гарантированное участие «Истерн Провинс Кингз» в высшем дивизионе Кубка Карри в 2014 и 2015 годах.
Возвращение клуба в чемпионат оказалось под вопросом из-за финансовых проблем: игрокам не платили зарплату с августа по ноябрь 2015 года. В ноябре Южноафриканский регбийный союз объявил о том, что он берёт франшизу под собственный контроль. В декабре союз обнародовал план действий: главным тренером команды становится Деон Дэвидс, перед игроками погашаются все долги по зарплате и окончательное определение состава на сезон.

### 2016: возвращение в Супер Регби
27 февраля 2016 года «короли» сыграли свой первый после двухлетнего перерыва матч в Супер Регби. Несмотря на статус хозяев и занесённую на 9-й минуте Крисом Клоетом попытку, команда крупно проиграла «Шаркс» со счётом 8:43.

## Текущий состав
Состав на сезон 2017/18:

## Результаты
| Сезон | Место | Игры | Победы | Ничьи | Поражения | Очки + | Очки - | Разница | Бонусы | Турнирные очки | Плей-офф |
| ----- | ----- | ---- | ------ | ----- | --------- | ------ | ------ | ------- | ------ | -------------- | -------- |
| 2013  | 15-e  | 16   | 3      | 1     | 12        | 289    | 564    | -266    | 2      | 24             |          |
| 2016  | 17-е  | 15   | 1      | 1     | 13        | 282    | 684    | -402    | 1      | 9              |          |
| 2017  | 11-е  | 15   | 6      | 0     | 9         | 391    | 470    | -79     | 4      | 28             |          |